# Levoča (distrito)
O Distrito de Levoča (eslovaco: Okres Levoča) é uma unidade administrativa da Eslováquia Oriental, situado na Prešov (região), com 31.880 habitantes (em 2001) e uma superfície de 357 km². Sua capital é a cidade de Levoča.

## Demografia
| Ano:        | 1994   | 2004   | 2014   | 2024   |
| ----------- | ------ | ------ | ------ | ------ |
| Broj ljudi: | 30 330 | 32 266 | 33 391 | 33 310 |
| Razlika:    |        | +6,38% | +3,48% | -0,24% |

| Ano:               | 2023   | 2024   |
| ------------------ | ------ | ------ |
| Número de pessoas: | 33 192 | 33 310 |
| Diferença:         |        | +0,35% |

## Cidades
- Levoča (capital)
- Spišské Podhradie

## Municípios
- Baldovce
- Beharovce
- Bijacovce
- Brutovce
- Buglovce
- Dlhé Stráže
- Doľany
- Domaňovce
- Dravce
- Dúbrava
- Granč-Petrovce
- Harakovce
- Jablonov
- Klčov
- Korytné
- Kurimany
- Lúčka
- Nemešany
- Nižné Repaše
- Oľšavica
- Ordzovany
- Pavľany
- Poľanovce
- Pongrácovce
- Spišský Hrhov
- Spišský Štvrtok
- Studenec
- Torysky
- Uloža
- Vyšné Repaše
- Vyšný Slavkov